# 圣费利切-奇尔切奥
圣费利切-奇尔切奥（義大利語：San Felice Circeo），是意大利拉蒂纳省的一个市镇。总面积32.11平方公里，人口8496人，人口密度264.6人/平方公里（2009年）。ISTAT代码为059025。